# G.O.Y.A. (Gunz Or Yay Available)
Albums de Termanology
2012
(2012) Shut Up and Rap
(2014)
G.O.Y.A. (Gunz Or Yay Available) est le deuxième album studio de Termanology, sorti le 8 octobre 2013.
Tous les titres sont produits par Shortfyuz, à l'exception de Pulp Fiction coproduit par DJ Deadeye et Take My Turn coproduit par The Arcitype. 

## Liste des titres
| No  | Titre                                                                          | Durée |
| --- | ------------------------------------------------------------------------------ | ----- |
| 1.  | STV News (featuring Sway)                                                      | 0:25  |
| 2.  | Scandalous (featuring Chris Rivers)                                            | 2:50  |
| 3.  | Pulp Fiction (featuring Reks)                                                  | 3:26  |
| 4.  | Judo (featuring N.O.R.E.)                                                      | 2:47  |
| 5.  | American Dreamin'                                                              | 3:11  |
| 6.  | Back in the Day                                                                | 3:16  |
| 7.  | G.O.Y.A. (Skit) (featuring Large Professor, Lil Fame, Pete Rock et DJ Premier) | 0/42  |
| 8.  | Sazon (featuring H Blanco et Ea$Y Money)                                       | 3:27  |
| 9.  | Straight off the Block (featuring DJ Kay Slay, Sheek Louch et Lil Fame)        | 3:57  |
| 10. | Secret Location                                                                | 3:02  |
| 11. | Compra (featuring Tony Touch et Doo Wop)                                       | 3:42  |
| 12. | Juju (Skit) (featuring Juju)                                                   | 0:50  |
| 13. | Take My Turn (featuring Action Bronson et Jared Evan)                          | 3:21  |
| 14. | Cocaine Eyes (featuring Wais P)                                                | 3:50  |
| 15. | You Ain't Safe (featuring Inspectah Deck et Maffew Ragazino)                   | 3:40  |
| 16. | Black Hole (featuring Lee Wilson et Dice Raw)                                  | 3:45  |
| 17. | 100 More Jewelz                                                                | 5:09  |